# 长白沙参
长白沙参（学名：Adenophora pereskiifolia）为桔梗科沙参属的植物。分布在蒙古、日本、朝鲜、东西伯利亚、远东地区以及中国大陆的黑龙江、吉林等地，生长于海拔240米至1,000米的地区，一般生长在林下草地、林缘及草甸中，目前尚未由人工引种栽培。

## 异名
- Adenophora pereskiifolia (Fisch. et Schult.) G. Don var. alternifolia Fuh ex Y. Z. Zhao